# Granada
Granáda (grško starogrško Ἐλιβύργη: Elibírge, latinsko Illiberis ali Illiberi Liberini, arabsko غرناطة, Gárnata) je glavno mesto province Granada v španski avtonomni pokrajini Andaluzija. Mesto leži ob vznožju gorovja Sierra Nevada, ob sotočju rek Darro in Genil, na nadmorski višini 738 m. Po podatkih iz leta 2009 ima mesto 234.325 prebivalcev, širše urbano področje pa 498.365, kar postavlja Granado na trinajsto največje urbano področje v Kraljevini Španiji. 
Najpomembnejše kulturno-zgodovinsko obeležje Granade je Alhambra, mavrska citadela in palača, ki spada med znamenitosti skupne muslimanske, judovske in krščanske zapuščine. Zaradi tega je Granada v vrhu kulturnih in turističnih atrakcij Španije.
Arhitektura mavrske dinastije Almohadov z nekaterimi odličnimi primeri mavrskih in moriskovskih stavb je ohranjena v delu mesta, ki se imenuje Albaicin.
Danes je Granada znana tudi po prestižni Univerzi v Granadi in pestrem nočnem življenju.
Granatno jabolko (v španščini granada) je heraldični element mesta.

## Zgodovina

### Zgodnja zgodovina
Ozemlje okoli Granáde je bilo poseljeno z Iberci že najmanj v 8. stoletju pr. n. št.. Kasneje so se tja priseljevali tudi Feničani, Grki, Kartažani, Rimljani, Bizantinci in Vizigoti. Iberci so regijo imenovali Ilturir. Na mestu današnje Granade je verjetno stala rimska naselbina, čeprav dokazov zanjo niso našli. Kakšnih 30 km južneje so Iberci v 5. stoletju pr. n. št. zgradili naselje Elibyrge, ki je kasneje postalo rimsko mesto Illiberis. 
Ime Iliberis naj bi bilo baskovskega izvora in pomeni "novo mesto" (starobaskovsko * ili-Berri, baskovsko iri-berri), čeprav je Granada zelo oddaljena od regij, za katere je znano, da so njihovi prebivalci v antiki govorili baskovsko. Če podobnost ni naključje, bi Iliberis lahko bil baskovska kolonija.

### Ustanovitev
Zgodovinsko arabsko ime Granade je غرناطة [Ġarnāṭah]. Po omajadski invaziji na Hispanijo leta 711 so velik del Iberskega polotoka zasedli Mavri in ustanovili islamsko državo Al Andaluz. Judje so v tem času kakšnih trideset kilometrov severno od Illiberisa ustanovili majhno skupnost z imenom Gárnata ali Gárnata al-yahūd (Judovska Granada). Beseda Gárnata (ali Karnattah) morda pomeni "Hrib tujcev". V pogromu leta 1066 so večino judovskih meščanov pobili.
Današnjo Granado so ustanovili v 11. stoletju med državljansko vojno, v kateri je na začetku 11. stoletja propadel Kordovski kalifat. Po vojni je berberski general Ziri Ibn Manad ustanovil svoje neodvisno kraljestvo s prestolnico Elviro. Ker je mesto ležalo na ravnini in bilo zato slabo branljivo pred napadi sovražnika, je prestolnico prenesel v višje ležečo vas Gárnata. Vas se je zelo hitro razvila v eno od najpomembnejših mest v Al Andaluzu. Do konca 11. stoletja se je mesto razširilo preko reke Darro na Albaicin in do vznožja vzpetine, na kateri stoji Alhambra. V Al Andaluzu so v tem obdobju vladali Almoravidi in Almohadi.

### Nasridi in Granadski emirat
Po porazu Almohadov v bitki pri Las Navas de Tolosa leta 1212 in odhodu zadnjega almohadskega princa Idrisa leta 1128, je oblast v Al Andaluzu prevzel ambiciozni emir Ibn Al Ahmar, ustanovitelj Nasridske dinastije z najdaljšim vladanjem na Iberskem polotoku. Nasridi so se po krščanski osvojitvi Córdobe leta 1236 pridružili Ferdinandu III. Kastiljskemu in leta 1238 uradno ustanovili Granadski emirat. Po mnenju nekaterih zgodovinarjev je bil emirat tributarna država Kastiljskega kraljestva. Povezan je bil z afriškimi in arabskimi trgovskimi središči, še posebej z Magrebom in z zlatom bogato Podsaharsko Afriko, predvsem s sedanjim Malijem in Burkina Fasom. Nasridi so kastiljski vojski dali na zazpolago svoje vojake in plačance iz severne Afrike. 
Svetovni popotnik in verodostojen zgodovinar Ibn Batuta je Granadsko kraljestvo obiskal leta 1350. Opisal ga je kot močno in samozadostno kraljestvo, ki se je pogosto spopadalo s Kastiljskim kraljestvom.

### Rekonkvista in 16. stoletje
2. januarja leta 1492 je zadnji muslimanski andaluški vladar, emir Mohamed XII. (špansko Boabdil), po zadnji bitki v granadski vojni predal svojo oblast katoliškima kraljema Ferdinandu II. Aragonskemu in Izabeli I. Kastiljski.
Predaja Granadskega emirata je eden od najpomembnejših dogodkov v zgodovini Granade, saj pomeni zaključek rekonkviste Al Andaluza. Pogoji za predajo so bili določeni v Alhambrski mirovni pogodbi, ki je izrecno dovoljevala muslimanskim prebivalcem, imenovanim Mudehar, da še naprej nemoteno prakticirajo svojo vero in običaje. Leta 1499 je kardinal Francisco Jiménez de Cisneros, razočaran nad počasnostjo granadskega nadškofa Fernanda de Talavera pri pokristjanjevanju muslimanov in Judov, izvedel program prisilnega pokristjanjevanja in ustvaril družbeni razred spreobrnjencev (conversos). Kardinalov ukrep, ki je bil očitna kršitev mirovne pogodbe, je izzval oborožen upor podeželskega muslimanskega prebivalstva s središčem v pokrajini Alpujarras jugozahodno od mesta.
Kastiljsko kraljestvo je zaradi upora leta 1501 preklicalo Alhambrsko mirovno pogodbo in določilo, da se morajo muslimani pokristjaniti ali se izseliti. Velik del muslimanske elite je emigriral v severno Afriko. Za ibersko judovsko prebivalstvo je enak odlok z grožnjo smrtne kazni začel veljati že leta 1492. Pokristjanje Jude in kristjane judovskega porekla so imenovali Maranos, kar pomeni "prašiči". Pokristjanjene muslimane so imenovali Moriski, kar pomeni "katoličani mavrskega porekla". Obe kategoriji spreobrnjencev so preganjali, usmrčevali ali izganjali. Nekateri pripadniki obeh kategorij so še naprej skrivoma prakticirali svojo staro vero.
Tekom 16. stoletja je Granada postajala vedno bolj katoliška in kastiljska, ker so se vanjo doseljevali ljudje iz drugih delov Iberskega polotoka. Mestne mošeje so pretvorili v krščanske cerkve ali jih porušili. Porušili so tudi judovsko četrt. Novozgrajena stolnica in dvorna palača (Chancillería) sta povsem spremenili podobo mesta.

### Posledice
Padec Granade ima pomembno mesto med dogodki v drugi polovici 15. stoletja. Pomenil je zaključek rekonkviste in konec osemsto let dolge muslimanske vladavine na Iberskem polotoku. V Španiji, zdaj brez večjih notranjih ozemeljskih sporov, se je začelo uspešno obdobje raziskovanja in kolonizacije, predvsem obeh Amerik. Leta 1492 je na ekspedicijo na zahod odplul Krištof Kolumb, za katerega se običajno trdi, da je bil prvi Evropejec v Novem svetu, čeprav je to bil Leif Ericson kakšnih petsto let pred njim. Bogastvo obeh Amerik je Izabeli I. in Ferdinandu II. omogočilo utrditi oblast v njunem združenem kraljestvu. Kasnejša španska osvajanja in kolonizacije so ustvarila ogromen Španski imperij, ki je bil takrat največji na svetu.

## Mestne znamenitosti
Največji bogastvo Granade je njena ibersko-muslimanska zapuščina, iz katere izstopata Alhambra in Generalife. Alhambra je arhitekturni višek nasridske umetnosti. Večina utrjene palače je bila zgrajena v 13. in 14. stoletju, največ v času Jusufa I. in Mohameda V. med letoma 1333 in 1354. Generalife je poletna palača nasridskih emirjev z romantičnimi vrtovi, izjemna zaradi same lokacije, kot tudi zaradi raznolikosti cvetja, parkov in vodometov.
Stavbe v mestu imajo tipično meščanski videz z veliko arhitekture iz 19. stoletja. Med njimi so tudi številne renesančne in baročne zgradbe.

### Alhambra
Alhambra je nasridsko palačno mesto, katero je UNESCO leta 1984 razglasil za svetovno kulturno dediščino. Palača spada med najbolj obiskane spomenike v Španiji. Sestavljena je iz obrambnega dela - Alcazabe, stanovanjskega dela, Nasridske palače in vrtov in nasadov El Generalife. 
Alhambra, ki je v celoti obzidana, stoji na majhni planoti na jugovzhodnem robu mesta nad dolino Assabica. Nekaj zgradb je tam verjetno stalo že pred prihodom Mavrov. 
V 11. stoletju se je grad Alhambra razvil v obzidano mesto in postal vojaška postojanka, ki je obvladovala celotno okolico. V 13. stoletju je s prihodom Mohameda I. Ibn Nasra (1238-1273), prvega emirja iz Nasridske dinastije, postala njegova rezidenca, kar je pomenilo začetek njenega razcveta. V 13. in 14. stoletju je postala palača, citadela in trdnjava, v kateri so bili nastanjeni granadski sultani in njihovi najvišji uradniki, vključno z uslužbenci sodišča in vojaškimi poveljniki. 
Leta 1527 je cesar Svetega rimskega cesarstva Karel V. porušili del zgodovinskega kompleksa za izgradnjo palače z njegovim imenom. Katoliški kralji so pred tem že preuredili nekaj prostorov, Karel V. pa je želel zgraditi stalno prebivališče, primerno za cesarja. Okoli 1537 je ukazal nad Abu l Hajajevim stolpom zgraditi bivalne prostore (Peinador de la Reina) za svojo ženo Izabelo. 
V 18. stoletju je nastal skoraj sto let dolg premor v tekočem vzdrževanju Alhambre. V času francoske nadvlade so bistvene dele trdnjave podrli. Popravila, obnova in restavratorska dela, ki še vedno trajajo, so se začela v 19. stoletju. V palačnem kompleksu sta tudi Muzej Alhambre in Muzej lepih umetnosti.

### Generalife
Generalife je park vzhodno od Alhambre, ki je bil namenjen rekreaciji in počitku granadskih sultanov. Obsega pobočja hriba Cerro del Sol nad soteskama rek Genil in Darro in je viden z razglednih točk v celem mestu. Zasnovan je bil kot vas, ki jo sestavljajo krajina, vrtovi in zgradbe. Zgrajen je bil med vladavino Mohameda III. (1302-1309) in bil kmalu zatem med vladavino Abu I Valida Ismaila (1313-1324) preurejen v islamskem nasridskem slogo. Generalife spada med največje mestne znamenitosti. Za Unescovo svetovno kulturno dediščino je bil razglašen leta 1984.
Kakšen je bil njegov prvotni videz, je težko reči, ker so ga v krščanskem obdobju večkrat preuredili in spremenili in uničili mnogo njegovih prvotnih aspektov. Vse zgradbe so trdno grajene. Okrasje je na splošno strogo in enostavno in se malo razlikuje od alhambrskega dekorativnega ometa, vendar je estetsko. V zadnji tretjini 20. stoletja so del vrta uničili zaradi gradnje avditorija.

### Stolnica
Stolnica v Granadi je zgrajena v središču mesta nad nekdanjo nasridsko Veliko mošejo. Gradnja se je začela v času španskega renesanse na začetku 16. stoletja, kmalu potem, ko sta mesto osvojila katoliška monarha. Gradbena dela sta vodila Juan Gil de Hontañón in Enrique Egas. 
Cerkev je bila zasnovana po vzoru na stolnico v Toledu. Po prvotnem načrtu naj bi bila zgrajena v gotskem slogu, kot je bilo v Španiji v navadi v prvih desetletjih 16. stoletja. Cerkvene oblasti so leta 1529 Egasa odpustile in dela dodelile Diegu Silou, ki je gradnjo nadaljeval na Egasovih gotskih temeljih, vendar je zgradbo spremenil v povsem renesančno.
Cerkev je dobila pet ladij namesto običajnih treh, škofija pa je še naprej zahtevala in naročala nove arhitekturne spremembe. Alonso Cano (1601-1667), na primer, je leta 1664 preoblikoval glavno fasado in uvedel baročne elemente, leta 1706 pa sta Francisco de Hurtado Izquierdo in pozneje njegov sodelavec José Bada zgradila sedanji tabernakelj.

### Kraljeva kapela
Katoliška monarha Izabela in Ferdinand sta s kraljevim odlokom, objavljenim 13. septembra 1504, za mesto svojega pokopa izbrala Granado. V ta namen so na terasi nekdanje Velike mošeje zgradili Kraljevo kapelo, ki se po pomembnosti lahko primerja z Lonjo in mestno stolnico. V njej sta pokopana tudi njuna hčerka Ivana in Filip I. Kastiljski. 
Gradnja kapele se je začela leta 1505 pod vodstvom in po načrtih Enriquea Egasa. Gradila se je v več fazah in se stalno spreminjala. Gotski zasnovi so dodali renesančno okrasje, kar je opazno predvsem na grobnicah iz 17. in 18. stoletja v kapeli Santa Cruz. V preteklih letih je cerkev dobila zakladnico umetnin, liturgičnih predmetov in relikvij. 
Kraljeva kapela je bila 19. maja 1884 razglašena za zgodovinski in umetniški spomenik in leto kasneje za špansko kulturno dediščino. Najpomembnejši deli kapele so glavna oltarna slika, mreža in oboki. V zakristiji muzeja je zapuščina katoliških monarhov. V umetniški galeriji so dela flamskih, italijanskih in španskih slikarskih šol.
- Hans Memling (okoli 1475): Granadski diptih, levo krilo: Snemanje s križa
- Rogier van der Weyden (1435-1438); Kristusovo rojstvo
- Sandro Botticelli (1498-1500): Molitev na vrtu

### Albayzín
Albayzín (tudi Albaicín ali El Albaicín) je soseska mavrskega izvora, ki jo turisti obiskujejo predvsem zaradi zgodovine, arhitekture in pokrajine.
Arheološke najdbe na tem območju kažejo, da je bilo naseljeno že od pradavnine. Bolj pomembno je postalo s prihodom Ziridov leta 1013, ko je Albayzín dobil obzidje. Je eno od starodavnih mestnih središč, podobno kot Alhambra, Realejo in Arrabal de Bib-Rambla v ravninskem delu mesta. Sedanji Albayzín se razteza od obzidja Alcazabe do griča San Miguel in na drugi strani od vrat Puerta de Guadix do Alcazabe.
Mestna četrt se je najbolj razvila v nasridskem obdobju, zato je največ ohranjenih zgradb prav iz tega obdobja. Ulice so ozke in prepletene in se raztezajo od zgornjega dela, ki se imenuje San Nicolás, do reke Darro in Calle Elvira na Plaza Nueva. Hiše so tradicionalne, grajene v slogu carmen granadino, se pravi da so prostostoječe, obdane z visokim zidom, ki jih ločuje od ulice, in imajo majhen sadovnjak ali vrt.
V islamskem obdobju je bil Albaicín prizorišče številnih uporov proti kalifatu. V tistem času so v njem prebivali predvsem obrtniki, industrialci in plemiči. S krščansko rekonkvisto je postopoma izgubil svoj sijaj. Kristjani so zgradili cerkve in Vrhovno sodišče (Real Chancillería). Med vladavino Filipa II. Španskega je po uporu in kasnejšem izgonu Mavrov mestna četrt opustela. Leta 1994 je bila zaradi svojega arhitekturnega bogastva uvrščena na Unescov seznam svetovne dediščine. Med najpomembnejše spomenike spadajo obzidje Alcazabe Cadime iz ziridskega obdobja, stolpi Alcazabe, cerkve El Salvador (nekdanja glavna mošeja), San Cristóbal in San Miguel Alto in Vrhovno sodišče.

### Sacromonte
Seseska Sacromonte je stara romska četrt na griču Valparaíso. Romi so se v Granado naselili po krščanski osvojitvi mesta. Je ena od najbolj slikovitih sosesk, polna v skalo vklesanih pobeljenih votlin, ki so nekoč služile za stanovanja. Sacromonte je zaradi kitarske glasbe in predstav flamenka postal ena izmed najbolj priljubljenih turističnih znamenitosti Granade.
Na vrhu griča sta opatija in kolegij Sacromonte, katera je v 17. stoletju ustanovil granadski nadškof Pedro de Castro. Opatija je bila zgrajena zato, da bi nadzirala in zaščitila relikvije betijskih evangelistov in je od same ustanovitve priljubljena romarska destinacija.
V samostanskem kompleksu so katakombe, opatija (17.- 18. stoletje), Kolegij sv. Dionizija (Colegio Viejo de San Dionisio Areopagita, 17. stoletje) in Novi kolegij (Colegio Nuevo, 19. stoletje). Notranjost cerkve je preprosta in majhna, vendar hrani številna odlična umetniška dela in bogato rezbarijo Križanje Risueña, katerega s pesmimi in plesom častijo Romi v Velikem tednu.

### Kartuzija
Kartuzija v Granadi je na nekdanji mavrski kmetiji (arabsko almunia) Aynadamar (Vodnjak solza), ki je imela obilo vode in sadnega drevja. Pobudo za izgradnjo samostana na tem mestu je dal general Gonzalo Fernández de Córdoba, znan kot El Gran Capitán, ki se je proslavil med osvajanjem Granade. Kartuzija je bila ustanovljena leta 1506, gradnja pa se je začela deset let kasneje in se nadaljevala naslednjih 300 let.
Samostan je bil med pirenejsko vojno (1807–1814) med Francijo in Španijo in njenimi zaveznicami zelo poškodovan. Leta 1837 je zaradi zasega cerkvenega premoženja izgubil veliko premoženja. Trenutno pripada kartuzijanom, ki so neposredno podrejeni granadski nadškofiji.

## Galerija
- Panorama mesta iz Alhambre
- Palača Alhambra
- Pogled na Albaicin iz Alhambre
- El Partal v Alhambri